# Absolute Poesie
Die absolute Poesie  (aus lat. absolutus = „losgelöst“ und griech. ποίησις (poíesis) = „Dichtung“; frz. Poésie pure [pøe'zi py:r] = „reine Dichtung“; auch absolute Dichtung) bezeichnet in der Dichtung die Gestaltung literarischer Werke frei von Bezügen zur Realität.

## Definition
Die absolute Poesie ist eine Poesie, die ihre Dichtungen als Selbstzweck begreift. Die Werke stehen nur für sich selbst, die Inhalte der Dichtung treten im Extremfall sogar völlig zurück. Die absolute Dichtung ist – etwa im Gegensatz zur engagierten Literatur – frei von Zielsetzungen außerhalb der Kunst. Somit will sie auch nicht Bedeutung mitteilen. Das Gedicht wird allein aus sprachlichen Bezügen aufgebaut, die Form ist wichtiger als der Inhalt.

## Geschichte
Erste Ansätze zur absoluten Poesie finden sich in der Frühromantik in den theoretischen Schriften von Friedrich Schlegel (1772–1829), der den „absoluten Roman“ forderte, der alle Romane in sich einschließt. Auch Edgar Allan Poes Gedicht Der Rabe (1845) zählt zu den frühen Vorläufern.
In der französischen Kunsttheorie des 19. Jahrhunderts wurde die absolute Poesie dann in der „L’art pour l’art“ verwirklicht, vor allem in den Gedichten von Charles Baudelaire (Die Blumen des Bösen, 1857). Einen ersten Höhepunkt erreichte sie in den symbolistischen Werken von Stéphane Mallarmé und Arthur Rimbaud. Im deutschsprachigen Raum zählen der Sturmkreis von Herwarth Walden, Rainer Maria Rilke und Stefan George zu den wichtigsten Vertretern der absoluten Dichter. Letzterer definierte sein poetisches Programm folgendermaßen:

„Den wert der dichtung entscheidet nicht der sinn (sonst wäre sie etwa weisheit gelahrtheit) sondern die form, d. h. durchaus nichts äusserliches sondern jenes tief erregende in mass und klang wodurch zu allen zeiten die Ursprünglichen die Meister sich von den nachfahren den künstlern zweiter ordnung unterschieden haben.“

Beeinflusst wurde die absolute Poesie von expressionistischen Ausdrucksformen wie August Stramms lyrischen Sprachexperimenten. Sie spielte auch im Dadaismus eine zentrale Rolle.
Nach 1945 wurden die Ideen der absoluten Poesie in der konkreten Dichtung neu verwirklicht. Auch Gottfried Benn kann der absoluten Dichtung zugerechnet werden.